# Saneit Ganachuyeva
Saneit Ganachuyeva –en ruso, Санэйт Ганачуева– (9 de marzo de 1977) es una deportista rusa que compitió en lucha libre. Ganó una medalla de oro en el Campeonato Mundial de Lucha de 1995, en la categoría de 50 kg.

## Palmarés internacional
| Campeonato Mundial | Campeonato Mundial | Campeonato Mundial | Campeonato Mundial |
| Año                | Lugar              | Medalla            | Categoría          |
| ------------------ | ------------------ | ------------------ | ------------------ |
| 1995               | Moscú (Rusia)      | Medalla de oro     | 50 kg              |